# FC Spartak Ivano-Frankivsk
El FC Spartak Ivano-Frankivsk fue un equipo de fútbol de Ucrania que alguna vez jugó en la Liga Premier de Ucrania, la primera división de fútbol en el país.

## Historia
Fue fundado en 1940 en Ivano-Frankivsk, la capital no oficial de la región de Prykarpattia, como un nuevo miembro de la Druha Liha, liga que en ese entonces era una de las muchas ligas regionales que conformaban la desaparecida República Socialista Soviética de Ucrania.
En 1981 el club cambió su nombre por el de FC Prykarpattia Ivano-Frankivsk, y para 1992 se convirtió en uno de los equipos fundadores de la Liga Premier de Ucrania, temporada en la que terminó en noveno lugar en el grupo B, por lo que se convirtió en uno de los primeros equipos descendidos de la liga.
En 1994 el club ganó el título de la Persha Liha y retornó a la Liga Premier de Ucrania para la temporada 1994/95, manteniéndose en la liga hasta que desciende en la temporada 1999/2000 al terminar en el lugar 14 entre 16 equipos.
Luego de varias temporadas en la Persha Liha, el club cambió su nombre por su denominación original y se mantuvo en la Persha Liha hasta que descendió en la temporada 2006/07 y desapareció al terminar la temporada.

## Palmarés
- Liga Soviética de Ucrania (3): 1955, 1969, 1972
- Ukrainian First League (1): 1994

## Rivalidades
La mayor rivalidad que tuvo el club fue con el FC Nyva Ternopil en una de los llamados derbies del oeste de Ucrania, los cuales eran rivalidades no oficiales entre algunos equipos ubicados en el oeste del país, con la característica de que eran partidos que presentaban problemas de seguridad.
Otro de los rivales del club era el FC Karpaty Lviv.

## Entrenadores
| - Yozhef Betsa - Oleksandr Shchanov (...-1956) - Borys Smyslov (1957–...) - Myroslav Dumanskyi (1965–1969) - Vadim Kirichenko (1969–1971, 1975–1976) - Mykhaylo Mykhalyna (1971) - Viktor Lukashenko (1971, 1972–1973) - Viktor Zhylin (1977) - Viktor Fomin (1978) - Evhen Rudakov (1979) - Valentin Tugarin (1980) - Ishtvan Shandor (1981) - Boris Rossykhin (...-1985) - Boris Streltsov (1986, 1990, 1996) - Yuriy Dyachuk-Stavytskyi (1987–...) - Viktor Kozin (1989) | - Ivan Krasnetskyi (1990–1992) - Yuriy Shuliatytskyi (1992) - Viktors Ņesterenko (1992–1993) - Ihor Yurchenko (1993–1996, 1997) - Viktor Kolotov (1996–1997) - Bohdan Blavatskiy (1998, 2003–2004) - Anatoliy Boyko (1998, 1999) - Anatoliy Zayaev (1998–1999) - Ihor Yavorskyi (1999) - Serhiy Morozov (2000) - Valeriy Bohuslavskyi - Oleksandr Ischenko - Serhiy Turiansky (2001, 2003) - Valeriy Dushkov (...-2002) - Mykola Prystay (2004–2005) - Yuriy Shulyatytskyi (2006–2007) |